# Gewest Noord-Holland/Utrecht (KNSB)
Het Gewest Noord-Holland/Utrecht is een van de acht gewesten van de Koninklijke Nederlandsche Schaatsenrijders Bond.
Het gewest heeft de beschikking over vijf ijsbanen namelijk De Meent in Alkmaar, de Jaap Edenbaan in Amsterdam, Kunstijsbaan Kennemerland in Haarlem, De Westfries in Hoorn en de Vechtsebanen in Utrecht.

## Geschiedenis
Het gewest is formeel tot stand gekomen op 12 november 1949 toen de KNSB de regionale schaatsbonden met behoud van hun autonomie onder zich verenigde. De voorloper was de IJsbond Hollands Noorderkwartier die op 3 maart 1895 werd opgericht om het schaatsen in Noord-Holland te coördineren. Na de opheffing in december 1922 van de in het najaar van 1907 opgerichte Stichtse bond sloten enkele Utrechtse clubs zich aan bij de Noord-Hollandse bond.
Bekende oud-schaatsers die bij het gewest hebben getraind zijn Steven de Jongh, Barbara de Loor, Nico van der Vlies en Jakko Jan Leeuwangh.
Voor de Waterschapsverkiezingen 2008 nam de KNSB onder de naam Gewest NH/U mee om specifieke waterschapsbelangen van de schaatsers te behartigen. Er werd één zetel behaald die werd ingenomen door Toon Steltenpool.
Aan het einde van seizoen 2012/2013 vertrok een deel van de selectie naar het Gewest Groningen voor het iSkate Development Team, het Schaatsinstituut of Schaatsteam Loon van de oud-gewestelijke trainers Jan van de Roemer en Derks. Van de elf uitgenodigde schaatsers accepteerden slechts drie de uitnodiging.